# Дейв Вотсон
Девід «Дейв» Вотсон (англ. Dave Watson; нар. 20 листопада 1961, Ліверпуль) — англійський футболіст, захисник. По завершенні ігрової кар'єри — футбольний тренер. Наразі входить до тренерського штабу клубу «Віган Атлетік».
Як гравець відомий виступами за клуби «Норвіч Сіті» та «Евертон», а також національну збірну Англії.

## Клубна кар'єра
Народився 20 листопада 1961 року в місті Ліверпуль. Вихованець футбольної школи клубу «Ліверпуль».
У дорослому футболі дебютував 1980 року виступами за команду клубу «Норвіч Сіті», в якій провів шість сезонів, взявши участь у 212 матчах чемпіонату.  Більшість часу, проведеного у складі «Норвіч Сіті», був основним гравцем захисту команди.
1986 року перейшов до «Евертона», за який відіграв 15 сезонів.  Граючи у складі «Евертона» також здебільшого виходив на поле в основному складі команди. Завершив професійну кар'єру футболіста виступами за команду «Евертон» у 2001 році

## Виступи за збірну
1984 року дебютував в офіційних матчах у складі національної збірної Англії. Протягом кар'єри у національній команді, яка тривала 5 років, провів у формі головної команди країни 12 матчів.
У складі збірної був учасником чемпіонату Європи 1988 року у ФРН.

## Кар'єра тренера
Розпочав тренерську кар'єру, ще продовжуючи грати на полі, 1997 року, очоливши на нетривалий час тренерський штаб клубу «Евертон» як граючий тренер.
У 2001–2002 роках очолював команду клубу «Транмер Роверз».
Наразі входить до тренерського штабу клубу «Віган Атлетік», де працює з однією з молодіжних команд.

## Титули і досягнення
- Чемпіон Англії (1):

«Евертон»: 1986-87
- Володар Кубка Англії (1):

«Евертон»: 1994-95
- Володар Кубка Футбольної ліги (1):

«Норвіч Сіті»: 1948-85
- Володар Суперкубка Англії з футболу (2):

«Евертон»: 1987, 1995
- Чемпіон Європи (U-21): 1984